# Dreamarena
Die Dreamarena war der kostenlose Online-Dienst für Segas letzte Spielkonsole Dreamcast und das europäische Gegenstück zum SEGANet. Die Dreamarena war neben dem SEGANet auch das erste zusammenhängende Online-Netzwerk auf einer Spielkonsole und existierte bereits Jahre vor Xbox Live oder dem Playstation-Network. Die Dreamcast-Konsole wurde standardmäßig mit einem 33.6k-Modem ausgeliefert und so war die Dreamarena folglich auch für Modem-Benutzer optimiert. Es gab einen eigenen Dreamarena-ISP, Viag Interkom, über den sich Dreamarena-Benutzer automatisch einwählen mussten. Sie wurde mit dem Erscheinen der Dreamcast am 14. Oktober 1999 eröffnet und stieß auf reges Interesse, so dass in den ersten Tagen sogar die Server überlastet waren.
Den Benutzern wurde auf dem Internet-Portal der Dreamarena eine eigene E-Mail-Adresse angeboten, es gab Gewinnspiele, Diskussionsforen, einen Chat und aktuelle Dreamcast-Infos. Erst Mitte 2000 erschien das erste online spielbare Spiel, ChuChu Rocket, das kostenlos für alle Dreamarena-Benutzer war. Daraufhin folgten viele weitere Online-Spiele, unter anderem Quake III Arena und Phantasy Star Online, die die beliebtesten Online-Spiele auf der Dreamarena waren. Insgesamt wurden in Europa 10 Online-Spiele veröffentlicht. Bis Oktober 2000 verzeichnete die Dreamarena etwa 400.000 Benutzerkonten. Bis zu ihrer Schließung Anfang 2003 erreichte sie fast 600.000 registrierte Benutzer. Mit Einstellung der Dreamcast-Produktion Anfang 2001 verlor die Dreamarena konstant aktive Benutzer. Viele NTSC-Spiele wurden deswegen auch gar nicht mehr in Europa veröffentlicht, so dass der Dreamarena auch schlagkräftige neue Online-Titel fehlten. Auch die Neuauflage von Phantasy Star Online Anfang 2002 konnte die Lage nicht mehr ändern. Am 28. Februar 2003 wurde die Dreamarena geschlossen. Zuvor wurde noch der DreamKey-Browser 3.0 veröffentlicht, mit dem endlich ein eigener ISP ausgewählt werden konnte und so die Online-Funktionen der Dreamcast-Konsole erhalten blieben. Zwar war die Schließung nicht das Aus für alle Dreamcast-Online-Spiele, im Laufe der Zeit wurden die Server von nahezu allen Spielen abgeschaltet. Die Server des PAL-Spiels, Phantasy Star Online, das noch auf offiziellen Servern lief, wurden am 1. April 2007 abgeschaltet. Allerdings gibt es bei vielen Spielen noch private Server, auf denen noch immer einige Fans spielen.
DCArena.de im deutschen und OnlineConsoles:Dreamcast im englischen Sprachraum sind Foren, in denen noch immer einige Fans regelmäßige Online-Spielabende organisieren.